# Aninoasa (okręg Gorj)
Aninoasa – wieś w Rumunii, w okręgu Gorj, w gminie Aninoasa. W 2011 roku liczyła 1075 mieszkańców.